# Fred Janssen
Fred Janssen (Neerpelt, 1947 - 1 oktober 2020) was een Belgische programmamaker, presentator en reporter van de Vlaamse openbare omroep. Hij had een carrière van meer dan 40 jaar bij de BRT en VRT.
Tijdens zijn studies politieke en sociale wetenschappen optie communicatiewetenschappen aan de Katholieke Universiteit Leuven maakte hij als student radio sinds 1967 bij de toenmalige BRT - Omroep Limburg. Naast de samenstelling en presentatie van enkele programma's, zoals Sleutel op de deur en Janssen en Peeters deed hij ook het werk van regisseur-omroeper. In 1970 stapte Fred Janssen over naar de televisie en werd reporter bij het voor de Vlaamse televisiegeschiedenis iconisch tv-programma Echo van de BRT, dat aan de basis lag van alle latere human-interestprogramma's in Vlaanderen. Tegelijkertijd presenteerde hij in 1971 en 1972 samen met zijn collega Jan Van Rompaey het eerste satirische programma van de Vlaamse openbare omroep: Magesien. 
Vanaf 1974 schuimde hij 14 jaar lang de hele wereld af als reporter voor het human-interestmagazine Terloops, dat er van uitging dat er naast politiek, sociaal en economisch hard nieuws ook nog een andere vorm van nieuws is, nieuws in de marge, of human interest ("Terloops gezegd"). In 1981 won hij de jaarlijkse persprijs van het toenmalige Gemeentekrediet met een reportage over de teloorgang van de Rupelstreek. Na een jaar als reporter voor het magazine 'Het ei van Christoffels', verkaste Janssen naar het televisiemagazine "NV De Wereld". Af en toe maakte hij reportages voor Vlaanderen Vakantieland, onder meer een reeks over Belgische bieren.
In 1995 startte hij zelf Afrit 9 op, een lichtvoetig human-interestmagazine dat door zijn bazen de "Echo van de jaren '90" werd genoemd. Hij beëindigde zijn carrière bij de VRT als producer-eindredacteur van dertig programma's over De Zoo in het kader van de VRT-series Het leven zoals het is. Fred Janssen ging met pensioen in 2008.